# Ульяновський Василь Іринархович
Васи́ль Ірина́рхович Ульяно́вський (рос. Василий Иринархович Ульяновский; нар. 6 серпня 1958, м. Тарногське Тарногського р-ну Вологодської обл., Росія) — український історик, доктор історичних наук. Професор кафедри давньої та нової історії України Київського університету. Фахівець зі східноєвропейського пізнього Середньовіччя, історії Церкви, історіографії та джерелознавства.

## Біографія
Закінчив із золотою медаллю Бишівську середню школу Макарівського району Київської області (1975).
1980 року закінчив із відзнакою історичний факультет Київського державного педагогічного інституту імені Горького.
1984 року закінчив аспірантуру Ленінградського університету (науковий керівник — професор Р. Г. Скринніков). 1985 року захистив кандидатську дисертацію «рос. Социальная и внутриполитическая борьба в Русском государстве на первом этапе крестьянской войны (1603–1605 гг.)» в Ленінградському державному педагогічному університеті імені Герцена.
1995 року захистив докторську дисертацію «Росія на початку Смути: нова концепція» в Інституті української археографії та джерелознавства імені Михайла Грушевського НАН України.
Працював учителем Бишівської середньої школи та лектором Товариства «Знання» (1984—1989).
На кафедрі давньої та нової історії України Київського університету працює з 1989 року (старший викладач — від 1989 року, доцент — від 1990 року, професор — від 1996 року).
Керівник наукового семінару при кафедрі давньої та нової історії України. Головний редактор збірника праць «Просемінарій: Медієвістика, історія Церкви, науки та культури».
Від 1989 року — старший науковий співробітник, від 1995 року — провідний науковий співробітник Інституту української археографії та джерелознавства імені Михайла Грушевського НАН України.
Лауреат премій
- премії НАН України імені М. С. Грушевського (1994),
- імені Антіна Синявського (1992),
- Альбертського університету (1995).

Читає курс «Середньовічна і Ранньомодерна історія України» в Київському університеті Тараса Шевченка, а також численні спецкурси.

## Праці
- Мнишки. Указатель архивных материалов и библиографии. — К., 1989. (рос.)
- Лжедмитрий I и Украина. Указатель архивных источников и материалов. — К., 1990. (рос.)
- Колекція та архів єпископа Павла Доброхотова. — К., 1992.
- М. С. Грушевський і Academia. — К., 1993.
- Российские самозванцы: Лжедмитрий I. — К., 1993 (рос.)
- Россия в начале Смуты: Очерки социально-политической истории и источниковедения. — К., 1993. — Кн.1-2. (рос.)
- Ульяновська С., Ульяновський В. Додатки. // Українська культура: Лекції за редакцією Дмитра Антоновича. — К.: Либідь, 1993. — 592 с.; іл. («Пам'ятки історичної думки України»). — ISBN 5-325-00075-6.
- Історія Церкви та релігійної думки в Україні. Середина 15 — кінець 16 ст. — К., 1994. — Кн.1-2.
- Церква в Українській державі 1917—1920 рр. — К., 1997. — Кн.1: Доба Української Центральної Ради; Кн.2: Доба Гетьманату Павла Скоропадського.
- Володимир Антонович: образ на тлі епохи. — К., 1997.
- Син України: Володимир Боніфатійович Антонович. — К., 1997. — Кн.1-2.
- Історія України з найдавніших часів до середини 17 ст.: Авторська програма-конспект курсу. — К., 1997. — Ч.1-2.
- «Русское дело в Северно-Западном крае» через призму історії магнатських архівів Сапєг та Радзивіллів у 19 ст. — К., 1998.
- Корпус Магдебурзьких грамот українським містам: два проекти видань 20 — 40-х років 20 століття. — К., 2000.
- Митрополит Київський Спиридон: образ крізь епоху, епоха крізь образ. — К.; Либідь, 2004.
- Марголіна І., Ульяновський В. Київська обитель Святого Кирила. — К., 2005.
- Смутное время. — Москва, 2006. (рос.)
- Старожитня бібліотека Михайлівського Золотоверхого монастиря. Спроба реконструкції кириличної збірки. — К., 2008.
- Выдубицкий чуда Архангела Михаила монастырь: История в лицах, памятниках архитектуры и церковного искусства. — К., 2009. (рос.)
- Князь Василь-Костянтин Острозький: історичний портрет у галереї предків та нащадків. — К.: Простір, 2012.
- Диво й дива київського Володимирського собору — К. :Либідь, 2017.

Упорядник, автор передмов та коментарів
- Полонська-Василенко Н. Д. Історія України. — К., 1992-1995 (5-ть видань). — Т.1-2.
- Українська культура. Лекції за редакцією Д.Антоновича. — К., 1993
- Аркас М. З родинної хроніки. Поезії. — Миколаїв, 1993.
- З іменем Святого Володимира. Київський університет у документах, матеріалах та спогадах сучасників // Упоряд. В. Короткий, В. Ульяновський. — К.,1994. — Кн.1-2.
- Грушевський М. С. Духовна Україна. — К., 1994.
- Антонович В. Б. Моя сповідь: Вибрані історичні та публіцистичні твори. — К., 1995.
- Щербаківський В. М. Українське мистецтво: Вибрані неопубліковані праці. — К., 1995.
- Петров В. П. Особа Сковороди //Філософська і соціологічна думка. — 1995. — № 1-6.
- Власовський І. Нарис історії Української Православної Церкви. — К., 1998. — Т.1-4 (в 5 книгах).
- Alma Mater. Університет Св. Володимира напередодні та в добу Української революції 1917—1920. Матеріали, документи, спогади // Упоряд. В. Короткий, В. Ульяновський. — К., 2000. — Кн.1: Університет Св. Володимира між двома революціями; Кн.2: Університет Св. Володимира за доби Української Центральної Ради та Гетьманату Павла Скоропадського.
- Петров М. І. Скрижалі пам'яті. — К.: Либідь, 2003.
- Іконников В. С. Історичні портрети. — К.: Либідь, 2004.
- Стороженко М. В. З мого життя. — К.: Либідь, 2005.
- Кузьмин Е. М. «Киев, которого не знают». К.: Лыбидь, 2014. (рос.)